# Ruwer-Hochwald-Radweg
Der Ruwer-Hochwald-Radweg verbindet entlang der Ruwer das Tal der Mosel mit den Höhen des Hunsrücks. Der Radweg nutzt die Bahntrasse der ehemaligen Hochwaldbahn. Er ist 48 Kilometer lang, überwindet 400 Höhenmeter und überquert insgesamt 20 Brücken.
Der Bau des Radweges erfolgte ab 2004.
Seit dem 1. April 2009 verkehrt zwischen Trier und Türkismühle
die Buslinie RegioRadler Ruwer-Hochwald (Linie R200).
In Hermeskeil, Kell am See und Kasel befinden sich Verleih- und Aufladestationen für E-Bikes.
Die offizielle Eröffnung des Ruwer-Hochwald-Radweges erfolgte am 9. Mai 2009
durch den rheinland-pfälzischen Verkehrsminister Hendrik Hering.

## Streckenverlauf
- Trier-Ruwer – Mertesdorf – Kasel – Waldrach: 5,8 km, fertiggestellt seit 2006
- Waldrach – Sommerau – Gusterath-Tal – Pluwigerhammer: 7,7 km, fertiggestellt seit 2007
- Pluwigerhammer – Hinzenburg – Burg Heid: 6,0 km, fertiggestellt seit 2008
- Burg Heid – Hentern – Zerf: 5,6 km, fertiggestellt seit 2008
- Zerf – Niederkell: 5,4 km, fertiggestellt seit 2008
- Niederkell – Kell am See: 4,0 km, fertiggestellt seit 2007
- Kell am See – Reinsfeld: 7,0 km, fertiggestellt seit 2006
- Reinsfeld – Hermeskeil: 6,3 km, fertiggestellt seit August 2005

Bei gemächlicher Fahrweise kann die Strecke von Ruwer nach Hermeskeil in etwa vier Stunden und die Strecke von Hermeskeil nach Ruwer in knapp dreieinhalb Stunden zurückgelegt werden.

## Höhenprofil
Der Radweg liegt in Trier-Ruwer auf 127 m über NN, erreicht seinen höchsten Punkt bei Reinsfeld mit 527 m über NN und erreicht den ehemaligen Bahnhof Hermeskeil auf 489 m über NN.

## Anschlussradwege
In Trier-Ruwer besteht die Möglichkeit, über Kenn und Longuich-Kirsch den Mosel-Radweg zu erreichen.
In entgegengesetzter Richtung ist dieser auch über eine neu geschaffene Radweg-Verbindung durch das ehemalige Ruwerer Bahnhofsgelände, und weiter entlang der Straßen Am Grüneberg, Metternichstraße, Loebstraße, Zurmaienerstraße bis zum Zurlaubener Ufer und über die Trierer Kaiser-Wilhelm-Brücke erreichbar.
Die Strecke zwischen Zerf und Hermeskeil ist als Teil des Hunsrück-Radweges (Saarburg – Bacharach) und als Teil der Rheinland-Pfalz-Radroute (Mainz – Mainz, Rundstrecke) ausgeschildert. Ab Hermeskeil führt der Primstal-Radweg zunächst durch das Löstertal nach Bierfeld und Nonnweiler mit Anschlussmöglichkeiten an den Saarland-Radweg bzw. den neuen Bahnradweg St. Wendeler Land (Nonnweiler – Nohfelden – Freisen).

## Sehenswürdigkeiten
In der Nähe des Ruwer-Hochwald-Radweges liegen folgende Sehenswürdigkeiten:
- Bahnhof Ruwer (DB)
- Ruwerer Felsenmühle
- Duisburger Hof
- Weingut Karthäuserhof
- Weingut Erben von Beulwitz
- Weingut Maximin Grünhaus
- Bahnhof Grünhaus-Mertesdorf
- Weingut Karlsmühle
- Kaseler Nieschen
- Dominikaner-Weingut C. von Nell-Breuning
- Bahnhof Waldrach
- Römische Ruwerwasserleitung
- Weingut Reichsgraf von Kesselstatt
- Schloss Marienlay
- Burgruine Sommerau
- Sommerauer Wasserfall
- Bahnhof Gusterath-Tal
- Bahnhof Pluwig
- Bahnhof Zerf
- Teufelskopf
- Bahnhof Schillingen
- Keller Stausee
- Bahnhof Kell am See
- Bahnhof Reinsfeld
- Rösterkopf
- Bahnbetriebswerk Hermeskeil
- Bahnhof Hermeskeil

## Bilder

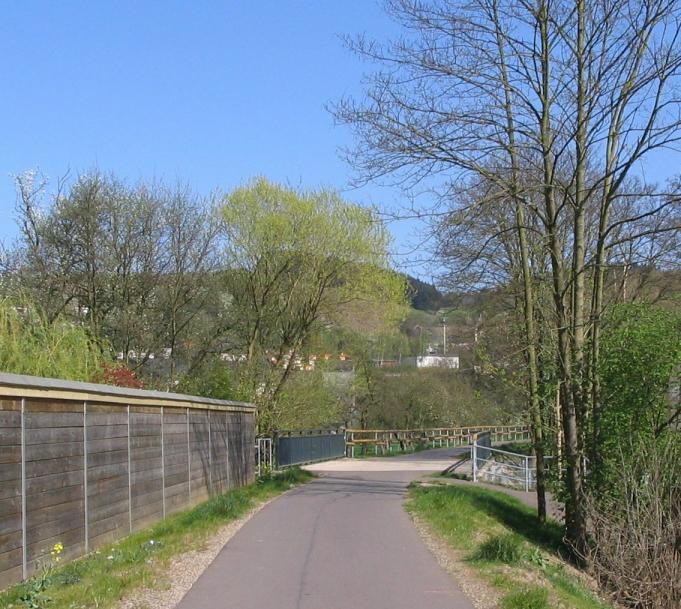
in Ruwer
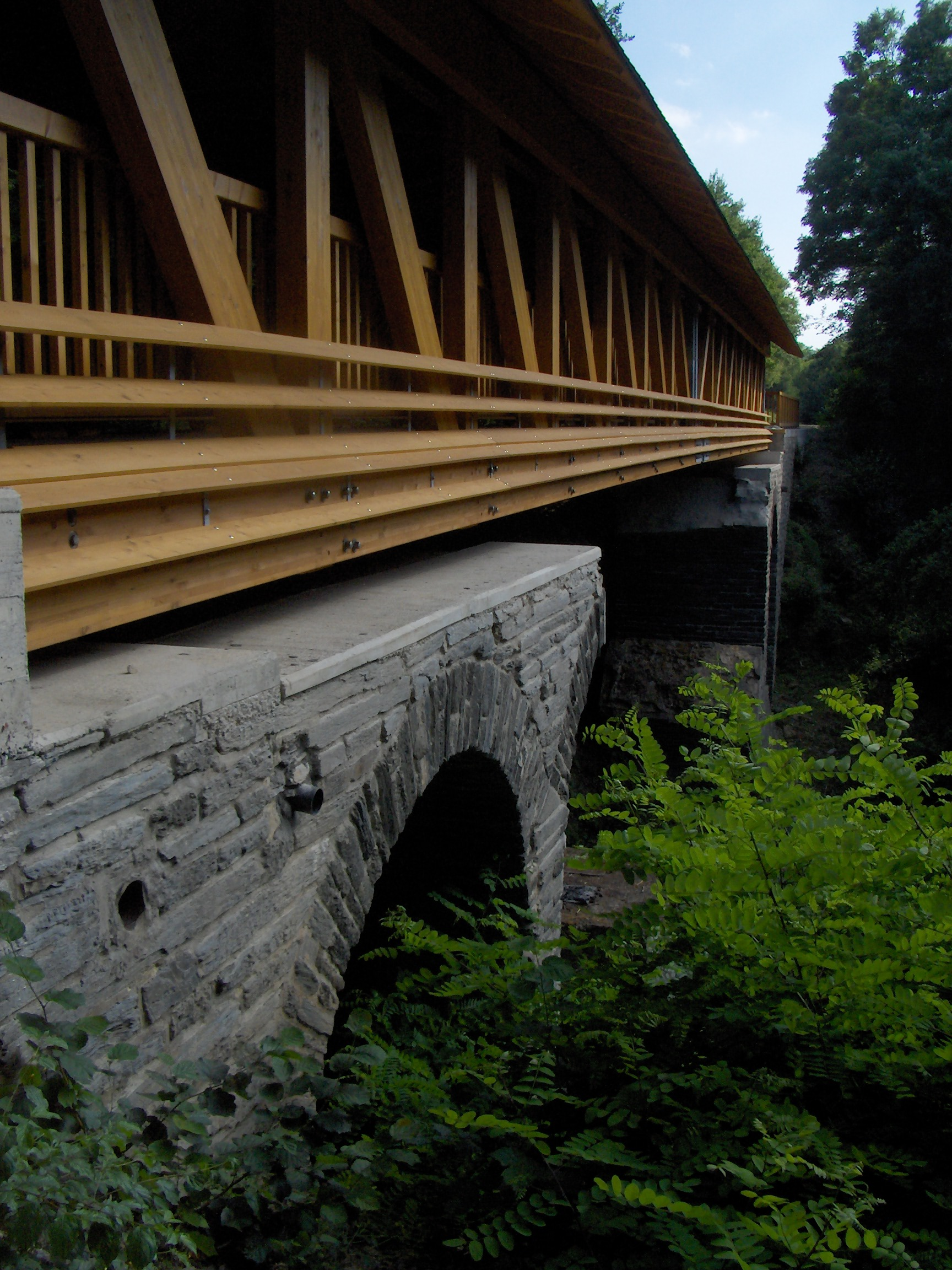
bei Morscheid
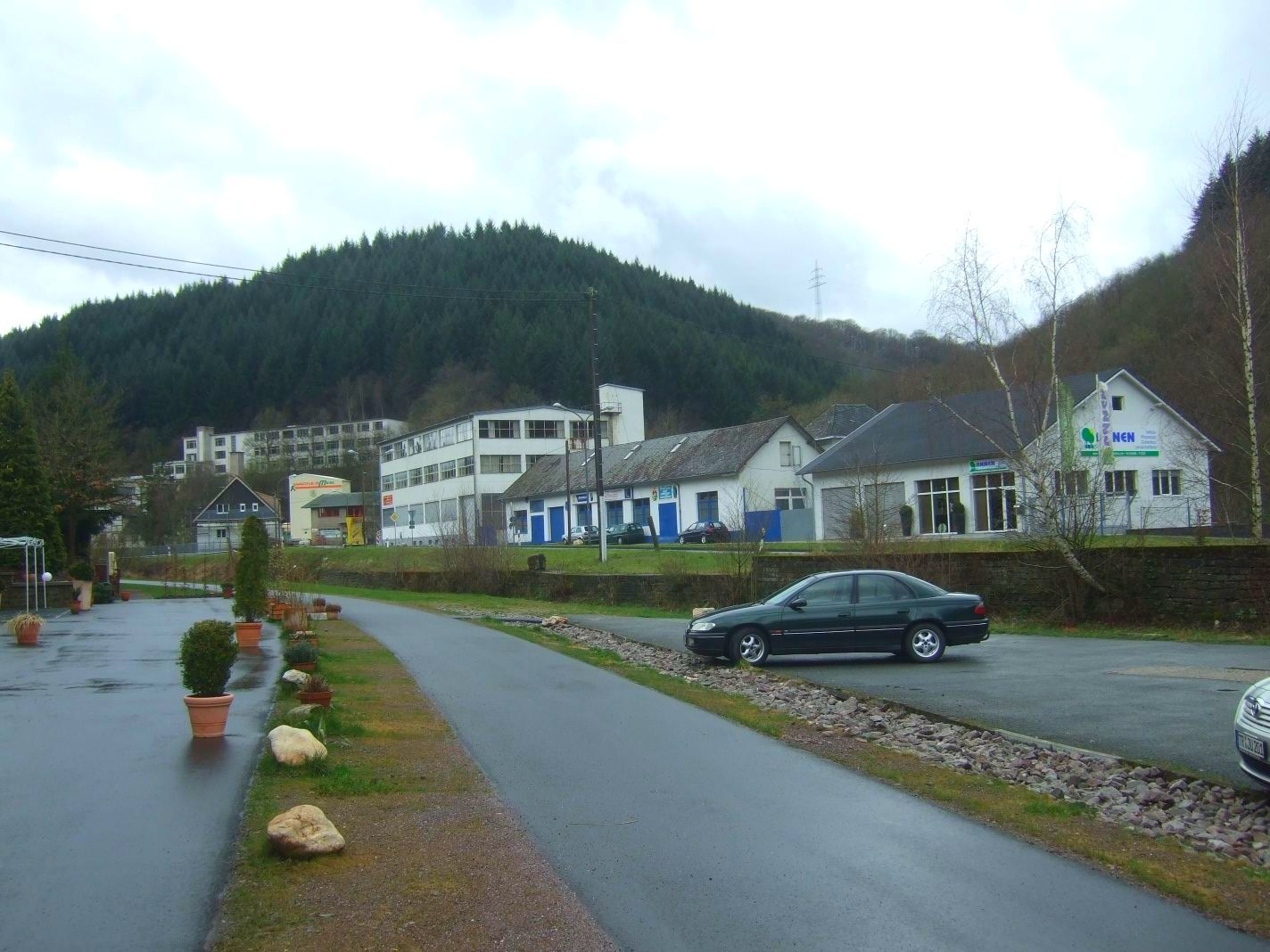
bei Gusterath-Tal
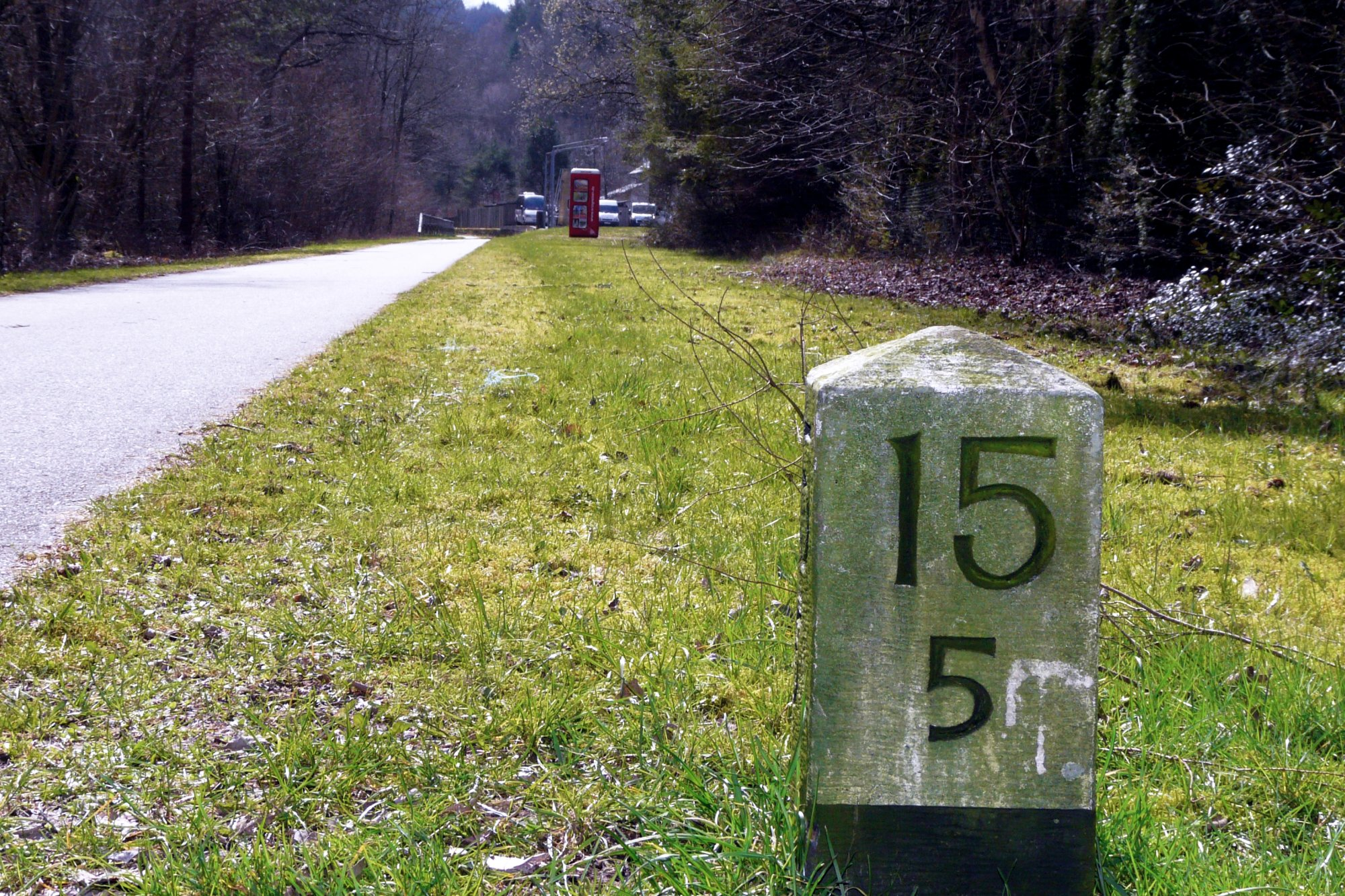
bei Pluwig
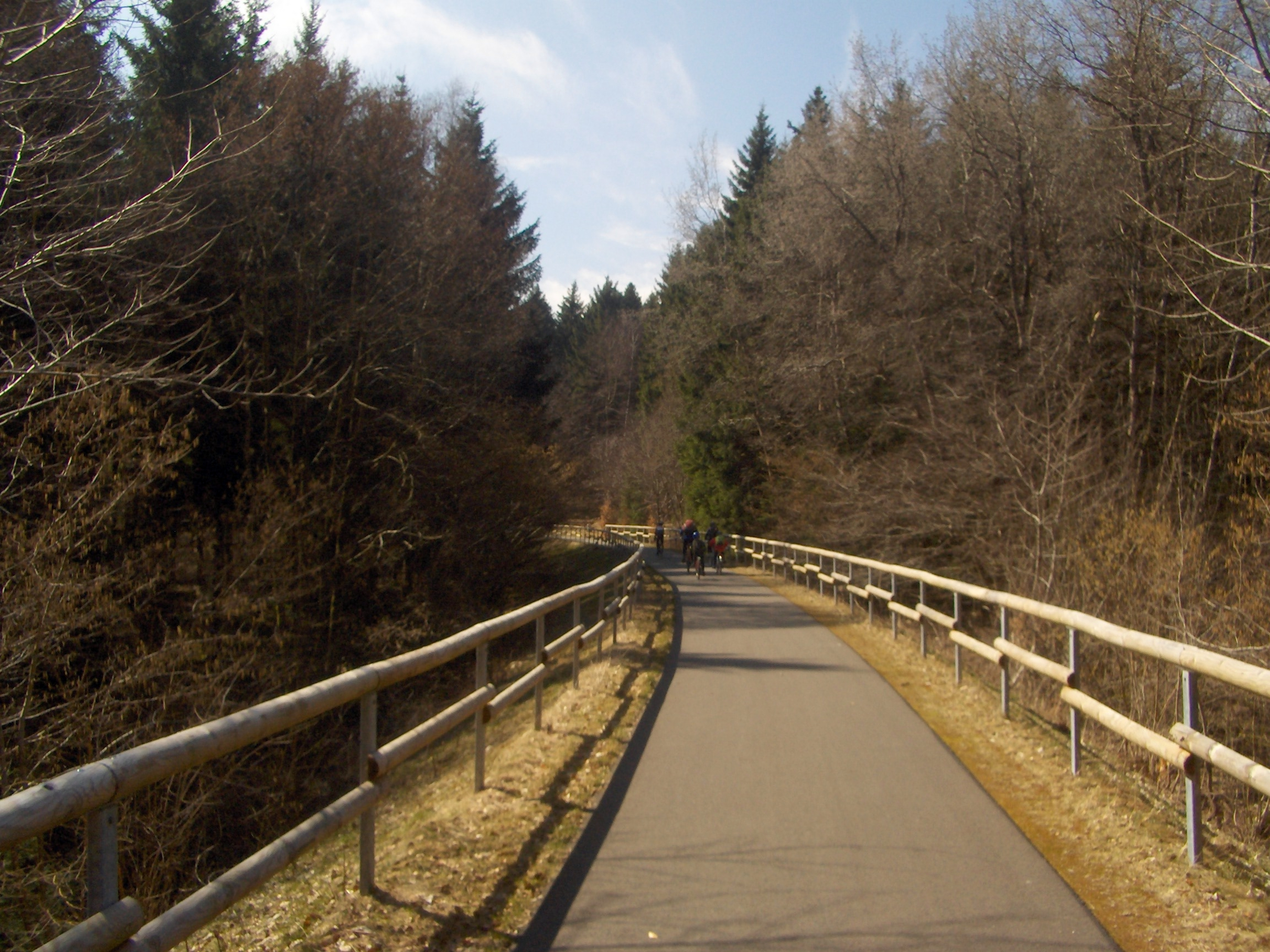
bei Mandern
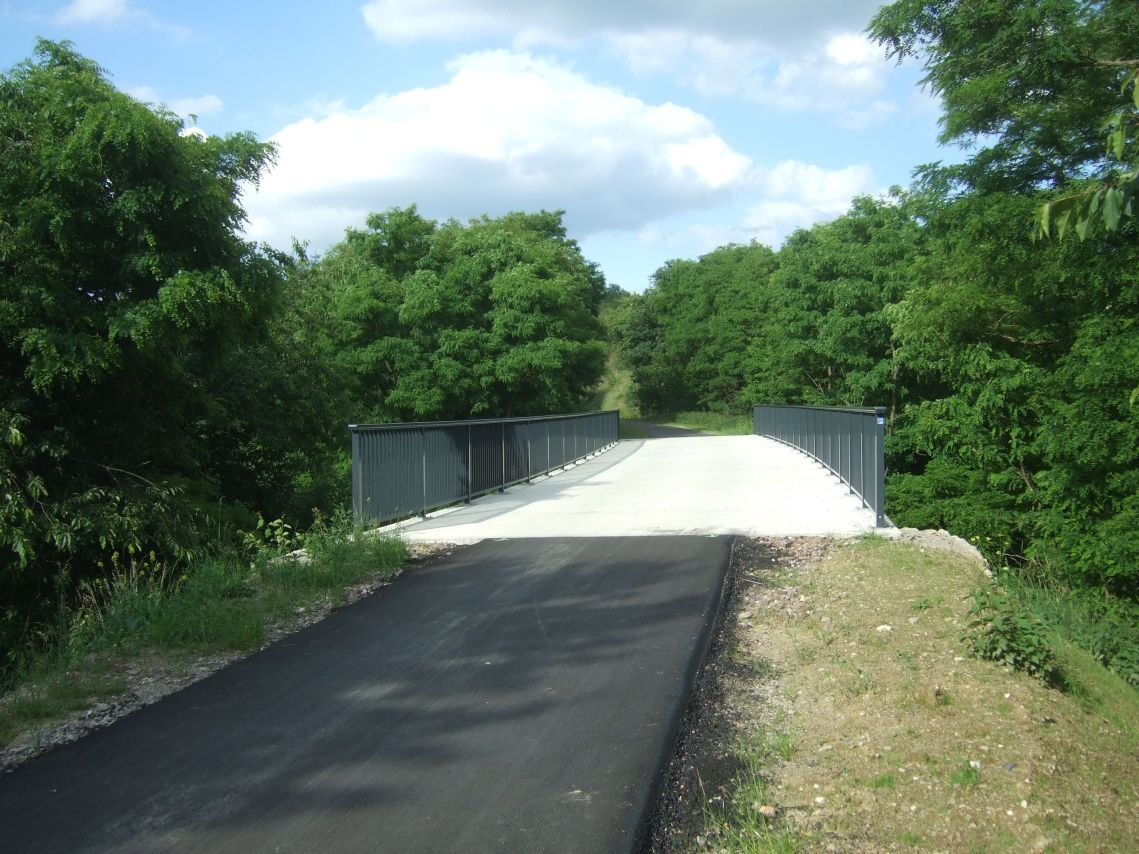
bei Kell am See
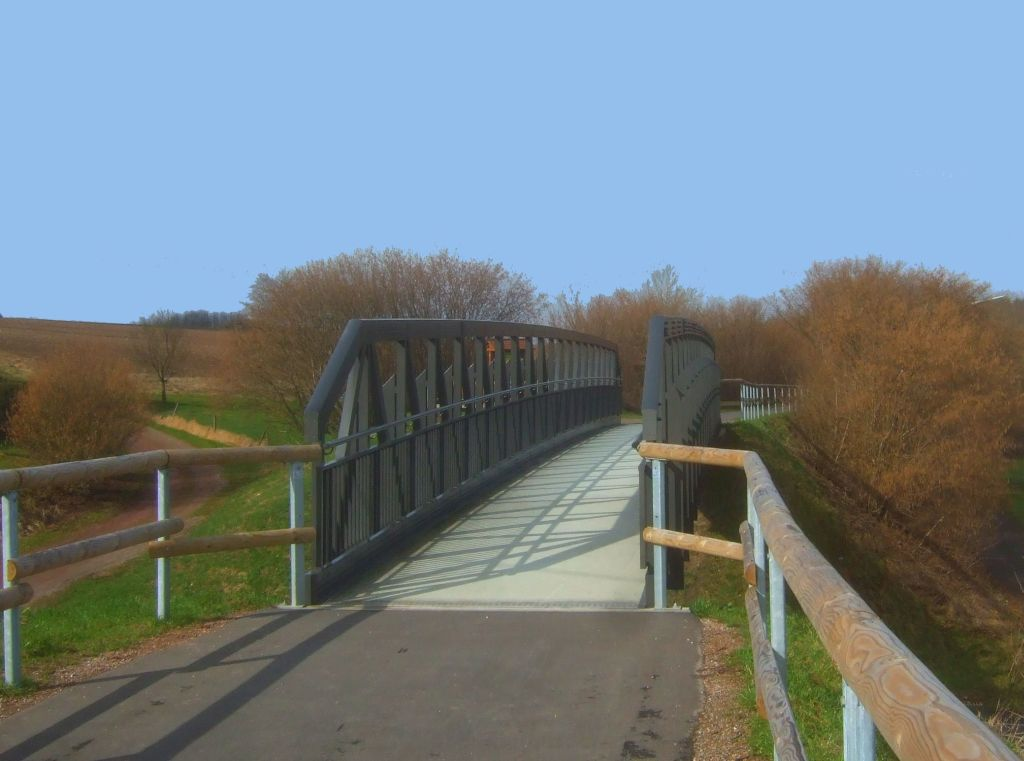
in Kell am See
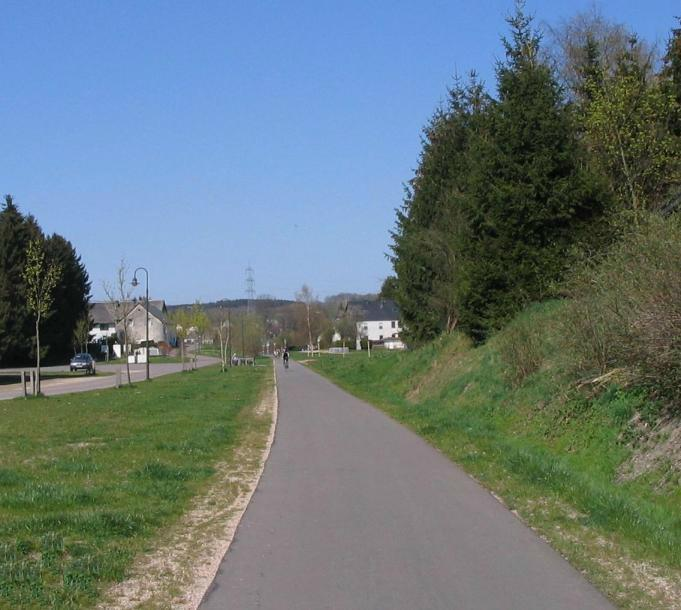
in Reinsfeld
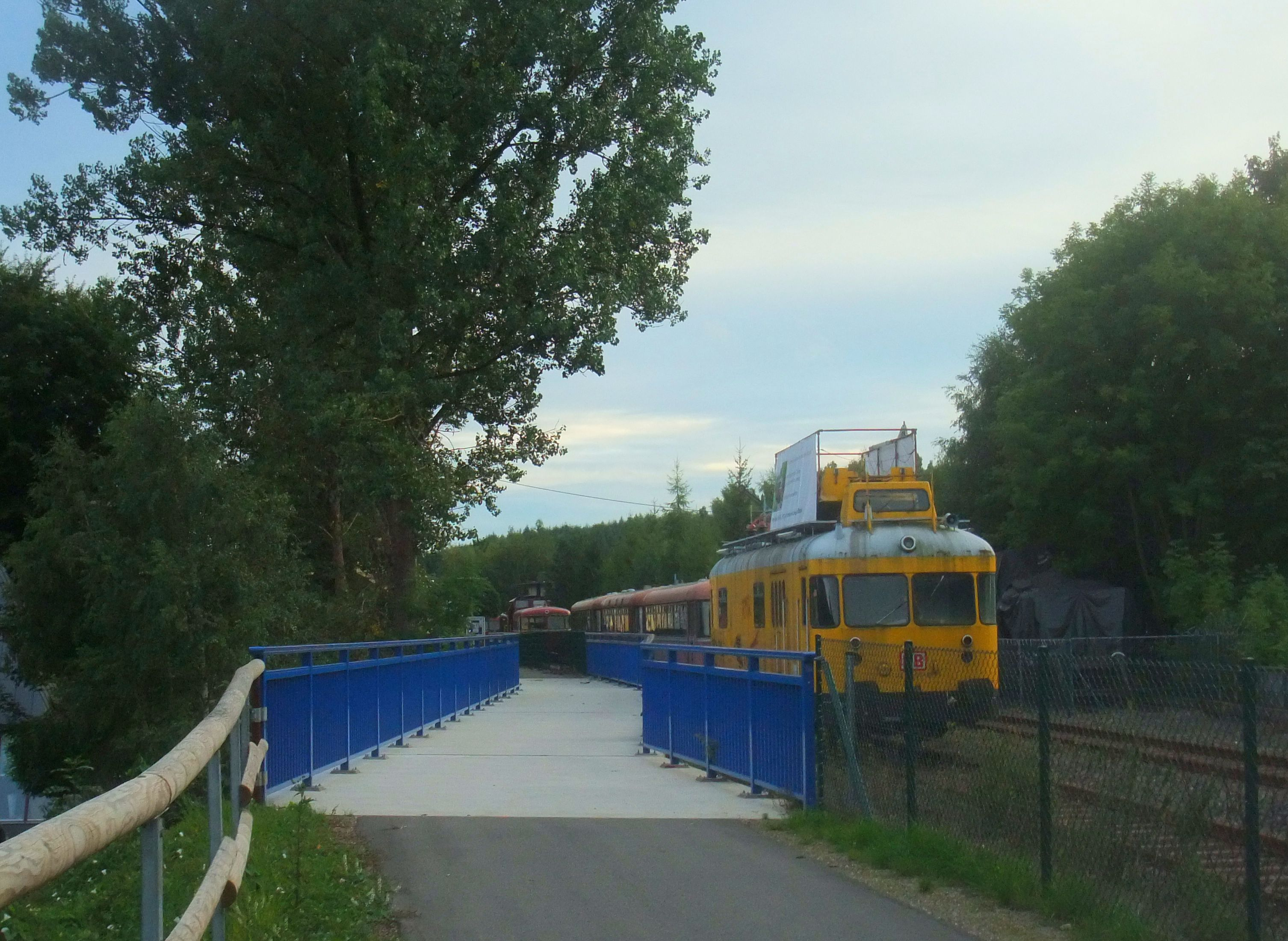
in Hermeskeil